# Jordi Úbeda i Bauló
Jordi Úbeda i Bauló és un editor barceloní. Ha participat activament en nombroses iniciatives per a la normalització del català, en especial les vinculades a l'edició i la difusió del llibre en català, com la creació de la distribuïdora l'Arc de Berà SA i la Llibreria Ona, l'impuls de l'Editorial Pòrtic i la gerència de les Publicacions de l'Abadia de Montserrat, on hi va començar el 1962, i Serra d'Or, així com en la introducció de l'ús del català en el món de la publicitat a través de Publicitària Catalana. Com a president del Gremi d'Editors de Catalunya del 1994 al 2001 ha impulsat fires del llibre a Barcelona. Des del 2003 és president de la Federació de Gremis d'Editors d'Espanya. El 2007 va rebre el Premi d'Actuació Cívica de la Fundació Lluís Carulla.